# 雅岡

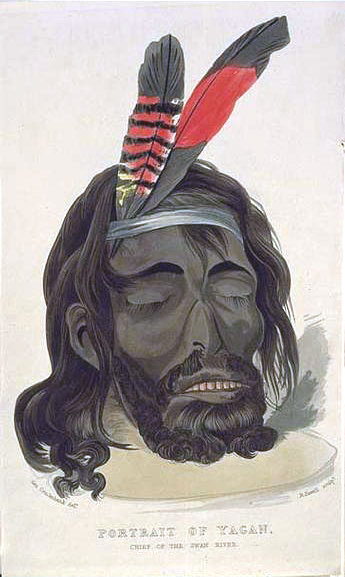
雅岡的肖象，George Cruikshank繪

雅岡（Yagan，1795年—1833年7月11日），一名Noongar戰士，是澳洲原住民反抗歐洲移民運動早期的要人。他因為領導了許多襲擊白人的活動，有人懸紅捉拿他。後來他被箭射死。雅岡的死在澳洲西部民間傳說代表了原居民被殖民者的逼害。
雅岡的頭顱被帶到倫敦展覽。這個頭在博物館待了超過一世紀，1964年才埋到一個不知名的墓地。1993年，確認了墓地的位置，四年後發掘出來，改葬澳洲。之後珀斯的原居民為它應該改葬何處這個議題爭論不休。2010年7月10日，珀斯举行仪式，重新安葬了雅岡的头颅。

## 生平

### 家庭
雅岡是Whadjuk Noongar人。他屬於一個約六十人的部落。據Robert Lyon的說法，這個部落叫Beeliar。Lyon的說法不完全肯定。有說法指Beeliar是屬於一個Daisy Bates稱之為Beelgar的部落。根據Lyon，Beeliar人佔據了Swan和Canning河南部，遠至Mangles Bay。不過，有證據顯示這個部落除了上述土地之外，還佔用了更多地方，北至夢佳湖，東北至Helena河。此外，這個部落有搬到鄰居的土地的自由，可能是因為血族和婚姻關係。
雅岡約生於1795年。父親叫Midgegooroo，是Beeliar人的長老；母親推測是Midgegooroo兩名妻子其中之一。雅岡在Noongar分類上可能屬Ballaroke。根據Gree的說法，他有一妻兩個孩子，但大部分其他的資料都認為他沒結婚也沒孩子。雅岡生得特別高，氣力也大。他右肩有個紋身，表示他在種族法上高級的人物。一般相信他是種族內體格最好的。
同時期的文件有時將他的名字串成Egan或Eagan，他的名字的正確讀法可能接近/'iː gən/而非現在大多數人認同的/'jæɪ gən/。

### 跟移民的關係
1829年，雅岡約35歲，英國人在當地聚居，建立了天鵝河殖民地。殖民地成立後的最初兩年，白人和Noongars的關係大致友好，雖然少不免在天然資源有點競爭。Noongars視白人為Djanga（Noongar的鬼魂）。後來，衝突越來越多。白人認為Noongars只不過是游牧之民，沒有權控制這些地方，於是白人便理所當然地建圍欄，讓自己放牧及耕作。當愈來愈多土地被白人佔領，Noongars連一些祖地都不能進入。1832年，雅岡的家庭不能安然地走近天鵝河或Canning河，因為白人撥了該地給自己。Noongars的對抗方法是拿去白人的農作物，用矛殺掉白人的牛。Noongars常常偷走白人的麵粉和其他食物。